# Иска Марина (Катанцаро)
Иска Марина је насеље у Италији у округу Катанцаро, региону Калабрија.
Према процени из 2011. у насељу је живело 1204 становника. Насеље се налази на надморској висини од 12 м.